# قائمة أغلى الكتب والمخطوطات
قائمة أغلى الكتب والمخطوطات تُظهر أعلى الأسعار التي تم دفعها مقابل كتب أو مخطوطات، سواء عبر مزادات أو صفقات خاصة. معظم الأعمال في هذه القائمة نادرة أو ذات قيمة تاريخية أو ثقافية كبيرة، وبعضها يُعد من بين أهم القطع الأدبية أو العلمية أو الدينية في التاريخ.

## معايير الإدراج
تتضمن هذه القائمة فقط المبيعات المؤكدة التي تجاوزت 5 ملايين دولار أمريكي، سواء كانت عبر المزاد أو البيع الخاص. كما تُدرج الكتب والمخطوطات التي أُعلن عنها بشكل موثوق في مصادر رسمية أو وسائل إعلامية.

## التعديلات على الأسعار
تمت تسوية بعض الأسعار لتشمل التضخم، حيث يُشار إليها إذا كانت بالدولار الأمريكي الحالي. بعض المبيعات تعود لعقود ماضية، ما يتطلب تعديل القيم لتتناسب مع قيمة الدولار في الوقت الحالي.

## قائمة الكتب والمخطوطات حسب السعر
| الترتيب | العنوان                                     | المؤلف / الجهة      | السعر (مليون دولار) | تاريخ البيع | نوع العمل       | وسيلة البيع | ملاحظات                                                           | صورة |
| ------- | ------------------------------------------- | ------------------- | ------------------- | ----------- | --------------- | ----------- | ----------------------------------------------------------------- | ---- |
| 1       | دستور الولايات المتحدة (نسخة نادرة)         | المؤسسون الأمريكيون | 43.2                | 2021        | وثيقة تاريخية   | مزاد        | بيعت في مزاد سوذبيز.                                              |      |
| 2       | مخطوطة ليستر                                | ليوناردو دا فينشي   | 30.8                | 1994        | مخطوطة علمية    | بيع خاص     | اشتراها بيل غيتس عام 1994.                                        |      |
| 3       | إنجيل القديس كوثبرت                         | غير معروف           | 14.3                | 2012        | مخطوطة دينية    | بيع خاص     | أقدم كتاب أوروبي مكتمل في غلافه الأصلي.                           |      |
| 4       | ماجنا كارتا (الوثيقة الكبرى)                | الملك جون الإنجليزي | 21.3                | 2007        | وثيقة قانونية   | مزاد        | نسخة عام 1297، بيعت في سوذبيز لشركة استثمار أمريكية.              |      |
| 5       | الطباعة الأولى لأعمال شكسبير (الفولي الأول) | ويليام شكسبير       | 9.98                | 2020        | كتاب أدبي       | مزاد        | بيعت في نيويورك عبر دار سوذبيز، وهي النسخة الأغلى من فولي شكسبير. |      |
| 6       | إنجيل غوتنبرغ                               | يوهان غوتنبرغ       | 5.4                 | 1987        | كتاب ديني مطبوع | مزاد        | أحد النسخ الكاملة النادرة من أول كتاب مطبوع بالحروف المعدنية.     |      |

## أعمال لم تُدرج في القائمة
توجد كتب ومخطوطات يُعتقد أن قيمتها قد تتجاوز بعض الأعمال المدرجة، لكنها لم تُعرض للبيع علنًا، مثل بعض المخطوطات الإسلامية، ومخطوطات البحر الميت، وبعض الكتب الخاصة بتراث حضارات ما قبل الكولومبية.

## أغلى الكتب حسب فئات معينة

### الكتب المطبوعة
- إنجيل غوتنبرغ هو أول كتاب يُطبع باستخدام الحروف المتحركة، وتُقدر قيمته اليوم بملايين الدولارات في المزادات.[6]
- الفولي الأول لأعمال شكسبير يُعد من أكثر الكتب الأدبية قيمة، بسبب ندرته وأثره في الأدب الإنجليزي.[7]

### المخطوطات
- مخطوطة ليستر هي واحدة من أبرز أعمال ليوناردو دا فينشي العلمية، وتُعتبر مثالًا على اندماج الفن بالعلم.[8]
- مخطوطة القديس كوثبرت محفوظة في المكتبة البريطانية، وتتميز بكونها من أوائل الكتب الأوروبية المحفوظة بغلافها الأصلي.[3]

## وصلات خارجية
- سوذبيز – دار مزادات
- كريستيز – دار مزادات
- AbeBooks – بيع كتب نادرة